# Mount Vernon (Illinois)
Mount Vernon (abgekürzt Mt. Vernon) ist eine Stadt in Jefferson County im US-Bundesstaat Illinois. Das U.S. Census Bureau hat bei der Volkszählung 2020 eine Einwohnerzahl von 14.600 ermittelt.

## Lage
Die Stadt liegt 119 km südöstlich von St. Louis, 65 km nördlich von Marion, 71 km nordöstlich von Carbondale, 94 km südwestlich von Effingham und 124 km nordwestlich von Evansville.

## Geschichte
Mount Vernon wurde von Zadok Casey gegründet. Der Name „Mount Vernon“ stammt von George Washingtons Landsitz in der Nähe von Alexandria, Virginia, welcher wiederum nach dem britischen Seehelden Edward Vernon benannt wurde.

## Wirtschaft und Verkehr

### Wirtschaft
Das Wirtschaftsleben ist geprägt von kleinen Unternehmen und zahlreichen Gastronomiebetrieben, wobei auch Großbetriebe wie das Zentrallager der Apothekenkette Walgreens und das Continental Tire Werk in Mount Vernon angesiedelt sind. Zudem befinden sich in Mt. Vernon einige Einzelhandelsbetriebe wie Kroger, Walmart Super Center und Aldi. Des Weiteren befindet sich das Einkaufszentrum Time Square Mall in Mount Vernon.
| Arbeitgeber                        | Arbeitnehmer |
| ---------------------------------- | ------------ |
| Continental                        | 3.496        |
| Walgreens                          | 2.138        |
| SSM Health Good Samaritan Hospital | 1.484        |
| National Railway Equipment         | 376          |
| Crossroads Community Hospital      | 290          |
| Mt. Vernon City Schools District   | 283          |
| Rend Lake College                  | 261          |
| Spero Family Services              | 197          |
| Jefferson County                   | 178          |
| Mt. Vernon Township High School    | 171          |

### Verkehr
Mount Vernon ist sowohl an die Interstate 57 (Nord-Süd-Richtung) als auch an die Interstate 64 (Ost-West-Richtung) angebunden.
Der nächstgelegene internationale Flughafen ist der Lambert-Saint Louis International Airport in St. Louis. Auch in Mount Vernon selbst gibt es einen Flughafen, den Mount Vernon Airport. Dieser wird für private und sportliche Zwecke genutzt.

## Galerie

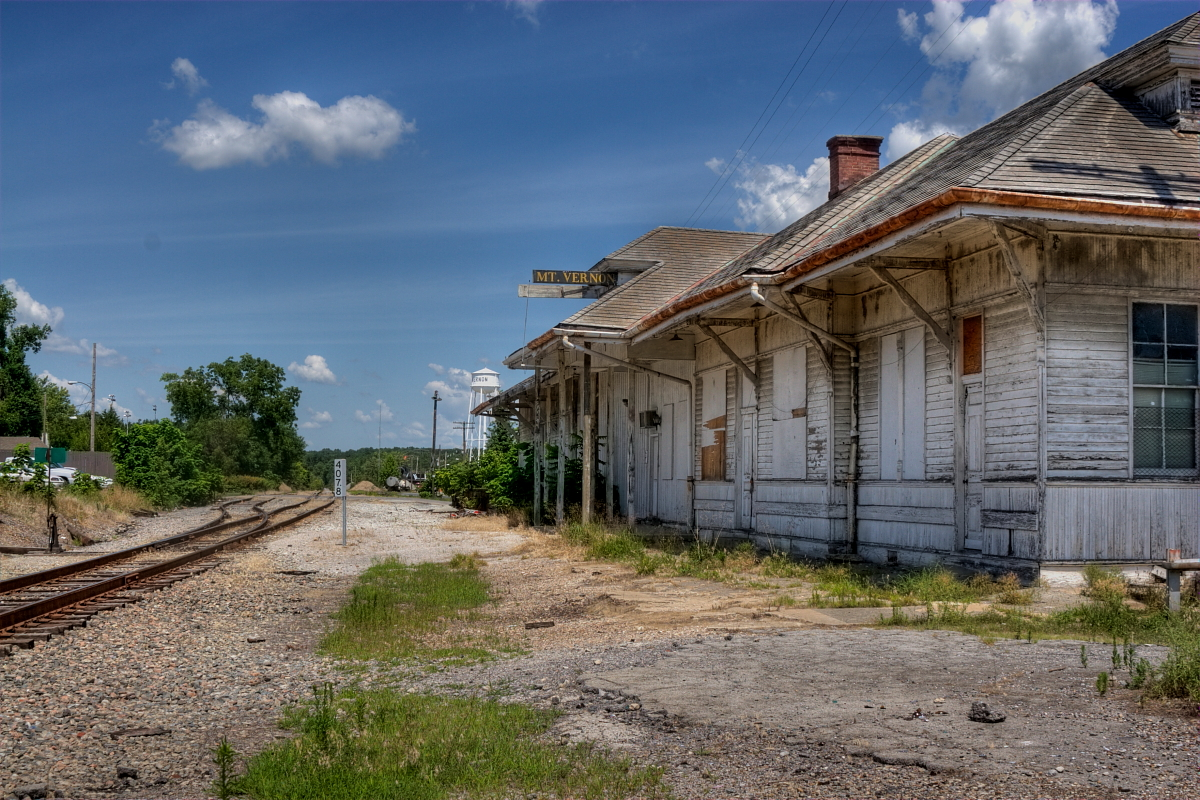
Aufgegebener Bahnhof
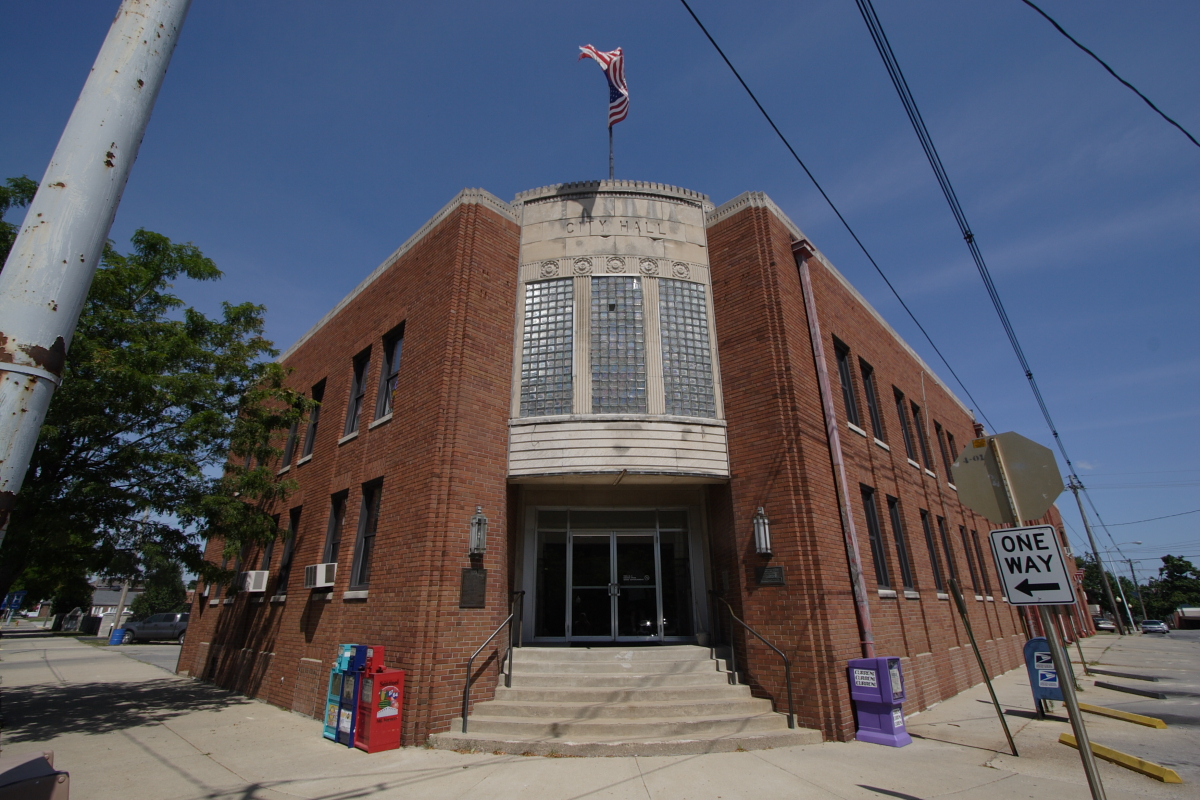
Rathaus
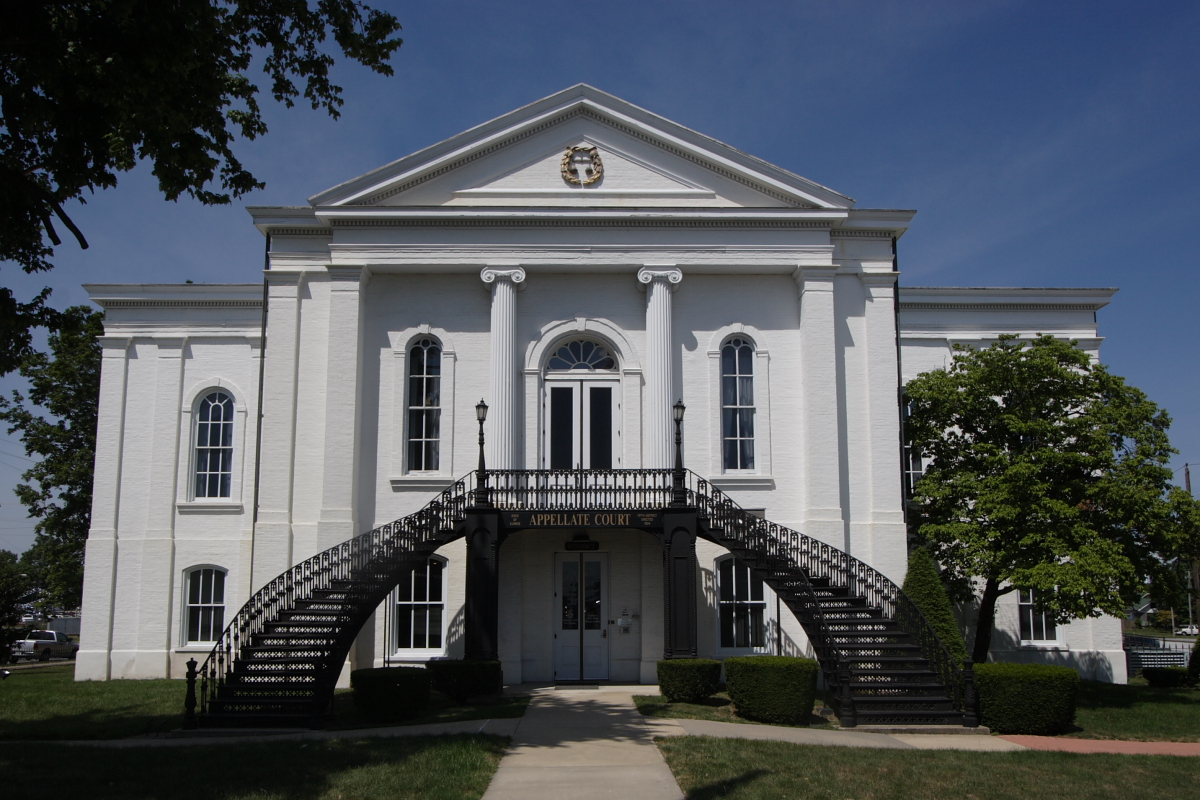
Das Gebäude des 5. Berufungsgerichts